# Hypena strigosa
Hypena strigosa là một loài bướm đêm trong họ Erebidae.